# Gun (datorspel)
Gun är ett datorspel med westerntema som utvecklats av Neversoft och publicerades av Activision för Microsoft Windows, PlayStation 2, Xbox, GameCube och som en lanseringstitel för Xbox 360 2005. PlayStation. Bärbar version släpptes ett år senare under titeln Gun: Showdown.
Under sin första månad sålde spelet 225 000 exemplar till de fyra konsolsystemen för vilka det ursprungligen släpptes. Spelet hade sålt över 1,4 miljoner enheter i USA från och med oktober 2008. Det var väl mottaget av spelkritiker och vann många utmärkelser, inklusive GameSpys Xbox 360 Action Game of the Year.